# Tribulus hystrix
Tribulus hystrix är en pockenholtsväxtart som beskrevs av Robert Brown. Tribulus hystrix ingår i släktet tiggarnötter, och familjen pockenholtsväxter. Inga underarter finns listade i Catalogue of Life.